# Drei Nonnen auf dem Weg zur Hölle
Drei Nonnen auf dem Weg zur Hölle (Originaltitel: Più forte sorelle) ist ein Italowestern aus dem Jahr 1973, den Renzo Girolami – unter Pseudonym – inszenierte. Er erhielt überall vernichtende Kritiken und wurde im deutschsprachigen Raum am 17. Juni 1976 erstmals gezeigt.

## Handlung
Der Kopfgeldjäger Amen wird von einer Gruppe Nonnen engagiert, um gestohlenes Geld wiederzufinden. Der Gesetzlose Catapult und seine Gang haben es an sich gebracht. Mit Witz und Verstand versteht Amen, sie zu übertölpeln, die Nonnen stellen sich jedoch als weibliche Deperados heraus.

## Kritik
„Grober Italo-Western, krampfhaft lustig.“

Christian Kessler urteilt: „Was Renzo Girolami […] hier serviert, ist das unkomischste, was man jemals im Gewande einer Westernkomödie gesehen hat. Abgesehen davon, daß Lincoln Tate als Cowboy wirklich eine unglückliche Besetzung ist, besteht der Film fast ausschließlich aus debilem Gerangele, bei dem sich rauhe Burschen zotige Sprüche an den Kopf knallen. (Die Synchro ist auch grottenschlecht).“

## Bemerkungen
Manche Quellen schreiben die tatsächliche Regie des Filmes Mario Bianchi zu; als Originaltitel wird auch Per un breviario di Dollari geführt. Er kam erst 1975 in die Kinos.
Hauptdarstellerin Gabriella Farinon war Moderatorin bei der RAI.
Das Filmlied Catapult interpretieren Eldorado Stones.